# Šachtičky
Šachtičky est une petite station de ski située près de Banská Bystrica dans la Région de Banská Bystrica, dans le centre de la Slovaquie.
Son domaine skiable est situé sur les pentes du mont Pansky del (1 002 m).